# Famine dans la bande de Gaza
Une famine dans la bande de Gaza est provoquée par Israël dans le cadre de la guerre de Gaza depuis 2023. Cette crise humanitaire résulte du blocus de la bande de Gaza et des frappes aériennes israéliennes qui détruisent les infrastructures alimentaires, telles que les boulangeries et les minoteries, et d'une pénurie généralisée de produits de première nécessité. Cette situation laisse plus d'un demi-million d'habitants de Gaza au bord de la faim et s'inscrit dans le cadre d'une crise humanitaire plus large dans la bande de Gaza.
L'ensemble de la population de la bande de Gaza est classée en phase 3 de l'IPC – Crise, ou supérieure. 50 % de la population est en phase 4 de l'IPC – Urgence, et 25 % est en phase 5 de l'IPC – Catastrophe. Selon un rapport du 21 décembre 2023, il existe un risque que la famine soit déclarée dans six mois.
Les groupes de défense des droits de l'homme accusent Israël d'utiliser la famine comme méthode de guerre. L'entrée limitée des camions d'aide exacerbe la crise, ce qui incite les experts à la qualifier de l'un des pires cas de famine provoquée par l'homme depuis près d'un siècle. Dix experts indépendants de l'ONU soulignent en juillet 2024 que « la campagne de famine intentionnelle et ciblée d'Israël contre le peuple palestinien est une forme de violence génocidaire et a entraîné une famine dans toute la bande de Gaza ». En novembre 2024, la Cour pénale internationale accuse l'État israélien d'user de « la famine comme d'un moyen de faire la guerre ».

## Contexte
Il a été avancé que « l'appauvrissement minutieusement planifié » était une politique à long terme d'Israël pour la bande de Gaza,. Dès 2000, Israël interdit les importations de combustible de cuisine et de gaz. 8 000 colons répartis sur 25 % de la bande ont l'usage exclusif de 40 % des terres arables de Gaza et de la majeure partie de son eau. Après qu'Israël a retiré ses colonies de la bande de Gaza en 2005, des élections palestiniennes ont lieu en 2006, que le Hamas remporte. Israël, déclarant à la fois le parti politique Hamas et la bande de Gaza elle-même « entité hostile », met en place un blocus, des sanctions économiques et des restrictions visant à affaiblir le pouvoir du Hamas dans la bande de Gaza (en). L'avocat Dov Weissglas (en) explique : « Nous devons les rendre beaucoup plus minces, mais pas suffisamment pour qu'ils meurent », l'idée étant de « mettre les Palestiniens au régime, mais pas de les faire mourir de faim ».
Avant le blocus, la population de Gaza s'élève à 1,6 million d'habitants, desservis par 400 camions transportant des marchandises dans la bande chaque jour. Selon l'ONG israélienne Gisha (en), Israël n'autorise que 106 camions à entrer dans la bande de Gaza pour livrer des marchandises. Pour obtenir l'autorisation d'importer des marchandises dans la bande de Gaza, il faut prouver qu'elles sont indispensables.
Des câbles diplomatiques publiés ultérieurement par WikiLeaks révèlent qu'Israël a informé les États-Unis, en 2008, que, tout en prenant des mesures pour prévenir une crise humanitaire, il a l'intention de maintenir l'économie de Gaza « au bord de l'effondrement ». Des calculs précis ont été effectués pour déterminer le besoin calorifique minimum (2 279 calories par personne et par jour) afin d'éviter la malnutrition dans la bande de Gaza, et ces calculs servent de base à la détermination par Israël du nombre de camions pour les livraisons de nourriture de 2007 à 2010,,. Le calcul exclut des facteurs tels que l'effondrement de l'agriculture dû au blocus qui assèche l'accès aux marchés des semences,. Les restrictions sur les denrées alimentaires comprennent des produits de base comme les pâtes, - ce produit particulier a été réintroduit après que John Kerry] a protesté contre son inclusion dans la liste des importations interdites - et toutes les délicatesses, comme le miel, le sésame, le halvah, la bamba (en), le thé, le café, les saucisses, la semoule, les produits laitiers en grands emballages, la plupart des produits de boulangerie et les limitations sur la viande et le gaz de cuisson domestique.
Le rapport Goldstone révèle que pendant la guerre de Gaza de 2008-2009, l'invasion israélienne a causé une destruction délibérée et massive du secteur agricole de Gaza. Israël a également déclaré zones interdites 30 % des terres les plus arables de la bande de Gaza. Après 2012, la Croix-Rouge obtient un accord permettant aux agriculteurs de Gaza de cultiver des plantes de différentes hauteurs, dans des zones situées respectivement à 300 mètres et à un kilomètre de la clôture frontalière fortifiée entre Israël et la bande de Gaza. Les cultivateurs et leurs systèmes d'irrigation rudimentaires ont néanmoins été souvent exposés aux tirs de snipers et de mitrailleuses automatiques, et les cultures le long de la ligne d'armistice ont été, sans avertissement, pulvérisées par l'herbicide Roundup de Monsanto.
De même, Israël impose de sévères restrictions à la pêche dans les eaux de Gaza - les 20 milles nautiques convenus dans le cadre des accords d'Oslo sont unilatéralement réduits à neuf - avec des zones de pêche délimitées par des bouées. En 2009, Israël réduit encore cette limite à trois milles nautiques, avec pour résultat que 85 % des eaux de pêche de Gaza sont bloquées par des navires de guerre israéliens. Les navires de guerre israéliens tirent sur les pêcheurs locaux même dans ces zones.

## Début de crise
En réponse à l'attaque du 7 octobre 2023, Israël annonce le 9 octobre qu'il bloquait l'entrée de carburant, de médicaments et de nourriture dans la bande de Gaza, ce qui a des répercussions immédiates car la bande de Gaza dépend déjà en grande partie de l'aide alimentaire. Le 18 octobre, Alia Zaki, porte-parole du Programme alimentaire mondial des Nations unies, déclare que la population de Gaza risque de mourir de faim. Trois jours plus tard, les Nations unies publient une déclaration indiquant que les stocks de nourriture sont presque épuisés. Le 23 octobre, Cindy McCain, directrice exécutive du Programme alimentaire mondial, déclare que les gens « meurent littéralement de faim à l'heure où nous parlons ».
Le 27 octobre, un porte-parole du Programme alimentaire mondial déclare que la nourriture et d'autres produits de base commencent à manquer. Le 3 novembre, des fonctionnaires de l'ONU déclarent que le régime alimentaire moyen des habitants de Gaza consiste en seulement deux morceaux de pain par jour et ActionAid déclare que plus d'un demi-million d'habitants de Gaza risquent de mourir de faim. Le 11 novembre, Corinne Fleischer, directrice régionale du Programme alimentaire mondial pour le Moyen-Orient, déclare que « des centaines de personnes font la queue pendant des heures chaque jour pour obtenir des rations de pain dans les boulangeries », alors que les gens sont poussés « plus près de la famine ».

## Frappes aériennes contre les infrastructures
Le 18 octobre, une frappe aérienne israélienne détruit une boulangerie dans le camp de réfugiés de Nuseirat, tuant quatre boulangers. Sur le réseau X, le journaliste, poète et écrivain palestinien Refaat Alareer écrit que la boulangerie était l'une des dernières dans le centre et le sud de la bande de Gaza. Le 19 octobre, plusieurs autres boulangeries sont touchées par des frappes aériennes israéliennes. Le 24 octobre, de nombreuses boulangeries ferment leurs portes, tandis que devant celles qui sont encore ouvertes les clients font la queue pendant des heures. Le 28 octobre, les frappes aériennes israéliennes ont détruit un cinquième des boulangeries de la bande de Gaza,. Le 1er novembre, Israël bombarde l'une des dernières boulangeries de la ville de Gaza. Le 2 novembre, l'UNOCHA déclare que plus de la moitié des boulangeries de Gaza ont été détruites. Le 8 novembre, l'UNOCHA déclare que le nord de Gaza n'a plus aucune boulangerie en état de fonctionnement. Le 14 novembre, Israël bombarde la dernière minoterie de Gaza en état de marche. Les bombardements israéliens ont détruit les bateaux de pêche et les ports de Gaza,. On estime que 22 % des terres agricoles ont été détruites au 12 décembre 2023. Les entrepôts, les usines alimentaires et les camions ont également été endommagés et détruits par les bombardements israéliens,.

## Menace croissante de famine
Le 17 novembre 2023, Cindy McCain déclare que les civils risquent immédiatement de mourir de faim. Dix jours plus tard, elle déclare que Gaza est au bord de la famine, la mendicité étant devenue la « nouvelle norme ». Le 7 décembre, le Programme alimentaire mondial déclare que 97 % des ménages ont une consommation alimentaire insuffisante et que 83 % des habitants du sud de la bande de Gaza survivent grâce à des « stratégies de consommation extrêmes ». Dès le 10 décembre, l'ONU, les organisations d'aide internationale et les travailleurs humanitaires présents à Gaza mettent en garde contre une famine massive. Un représentant de Medical Aid for Palestinians (en) déclare : « Les guerres de la faim ont commencé ». Le 15 décembre, les Nations unies estiment que neuf habitants sur dix ne mangent pas tous les jours.
Les FDI affirment que le Hamas vole l'aide humanitaire, tue des personnes à la recherche d'une aide humanitaire et garde ses propres réserves. Les États-Unis et l'ONU rejettent tous deux les allégations israéliennes selon lesquelles le Hamas joue un rôle important dans la famine. Un porte-parole de l'ONU affirme que les pillages ont été commis par des civils gazaouis désespérés, qui ne savent pas si une prochaine livraison aura lieu, et un haut fonctionnaire américain déclare : « Le gouvernement israélien n'a pas porté à l'attention du gouvernement américain [...] de preuve spécifique du vol ou du détournement par le Hamas de l'aide fournie par l'intermédiaire de l'ONU et de ses agences. Point final. »
Le 20 décembre, les Nations unies déclarent que la population de Gaza connait « des niveaux alarmants de famine jamais observés auparavant à Gaza »,. Le 21 décembre, les Nations unies déclarent que plus d'un demi-million de personnes dans la bande de Gaza sont affamées. Le 1er décembre, un rapport de classification des phases de la sécurité alimentaire intégrée (IPC), basé sur un comité d'experts indépendants, place la quasi-totalité de la population de Gaza (93 % ou 2,08 millions) en phase 3 de l'IPC ou plus (crise ou pire), 79 % en situation d'urgence (phase 4 de l'IPC) et 15 % (378 000 personnes) en situation de catastrophe (phase 5 de l'IPC).
Le 22 décembre, l'UNICEF met en garde contre la menace croissante de famine dans la bande de Gaza. Le 29 décembre, Mercy Corps déclare qu'un demi-million de personnes sont confrontées à « une faim et une famine catastrophiques ». Au 1er janvier 2024, 90 % des Palestiniens de Gaza manquent régulièrement de nourriture.
En mai 2024, FEWS Net, un organisme partenaire de l'IPC, fait état de différents chiffres témoignant de la situation alimentaire en mars et avril. Néanmoins, le Famine Review Comitee de l'IPC note en mai 2024 que ces estimations, en particulier celles concernant les phases 4 et 5 de l'IPC, ne peuvent être confirmées ni infirmées en raison d'un manque de données essentielles et actualisées, tout en appelant à agir sans attendre pour remédier à la situation.

## Famine
Le 3 janvier 2024, Arif Husain, économiste en chef du Programme alimentaire mondial, déclare que 80 % des personnes souffrant de famine ou de faim catastrophique dans le monde se trouvent dans la bande de Gaza, déclarant : « De toute ma vie, je n'ai jamais rien vu de tel en termes de gravité. » Les prix des denrées alimentaires ont augmenté à Gaza en raison de l'épuisement des stocks.

Le 5 janvier 2024, Martin Griffiths (en), chef des opérations humanitaires des Nations Unies, déclare : « Les gens sont confrontés aux plus hauts niveaux d'insécurité alimentaire jamais enregistrés. » Les experts avertissent que la famine dans la bande de Gaza est le pire exemple de famine causée par l'homme depuis près de 100 ans. António Guterres déclare : « La longue ombre de la famine traque la population de Gaza. »
Le 16 janvier, l'UNOCHA indique que 378 000 personnes à Gaza se trouvent en phase 5 de l'IPC, c'est-à-dire en situation de faim catastrophique et que les 2,2 millions d'habitants de la bande de Gaza sont confrontés à une insécurité alimentaire aiguë, ce qui représente la proportion la plus élevée de population souffrant de famine dans l'histoire. Le Comité d'examen de la famine (FRC), qui a compilé les données de Gaza sur la famine en termes de classification intégrée des phases de sécurité alimentaire (IPC) le 1er décembre 2023, prévoit que la population totale sera en phase 3 d'ici le 7 février et que 25 %, soit 500 000 habitants de Gaza, atteindront la phase 5.
Le 21 janvier, un journaliste de la bande de Gaza rapporte que les gens fabriquent de la farine en utilisant de la nourriture animale,. Le même jour, l'ONU rapport qu'il n'y a que quinze boulangeries encore en activité dans l'ensemble de la bande de Gaza. Le 30 janvier 2024, CNN rapporte que les Palestiniens mangent de l'herbe pour rester en vie. Le 31 janvier, le directeur des urgences de l'Organisation mondiale de la santé déclare : « Il s'agit d'une population qui meurt de faim. » Le 12 février, l'Organisation des Nations unies pour l'alimentation et l'agriculture déclare qu'il y a « des niveaux sans précédent d'insécurité alimentaire aiguë, de faim et de conditions proches de la famine à Gaza ». Israël attaque des pêcheurs à Deir el-Balah qui tentent d'attraper du poisson pour le manger.
Le 17 février, ActionAid déclare que « chaque personne sur le territoire » est confrontée à des niveaux de famine, affirmant que les gens ont même des difficultés pour trouver et manger des aliments pour animaux.
Le 19 mars 2024, un rapport des Nations unies fondé sur l'échelle IPC prévient de l'imminence d'une famine, avec déjà 2 des 3 critères pour définir strictement la famine déjà atteints. Les deux critères déjà atteints sont que 20 % de la population soient en manque alimentaire aiguë et que 33 % des enfants soient en dénutrition, seuls le dernier critère d'un taux de mortalité journalier de 2 morts pour 10 000 habitants ou de 4 enfants pour 10 000 habitants n'est pas encore atteint. 30 % de la population à cette date étaient déjà en situation de famine dont 55 % au nord de Gaza, avec des projections de très fortes détériorations pour les semaines suivantes. Le même jour, le secrétaire d'État des États-Unis, Antony Blinken, déclare : « Selon la mesure la plus respectée en la matière, 100 % de la population de Gaza est dans une situation d'insécurité alimentaire grave. C'est la première fois qu'une population entière est ainsi classée. »

### Gaza Sud
Le 7 janvier, le directeur adjoint de l'UNRWA fait état d'une grave famine dans le sud de Gaza, déclarant : « Je ne sais pas combien ils peuvent encore supporter avant que quelque chose n'explose dans la partie sud de Gaza. » Le 11 février, le maire de Rafah  déclare que la ville est confrontée à la famine et que les approvisionnements disponibles ne suffisent que pour 10 % de la population. De longues files d'attente pour obtenir de la nourriture sont signalées à Rafah. Le 15 février, l'UNOCHA déclare qu'il y a « un besoin urgent d'établir un centre de stabilisation à Rafah pour traiter les enfants souffrant de malnutrition sévère ». L'UNOCHA déclare le 17 février que les habitants de Rafah sont « dans un tel besoin qu'ils arrêtent les camions d'aide pour prendre de la nourriture et la manger immédiatement ». Le 19 février, des canonnières israéliennes tirent sur des pêcheurs qui tentent d'attraper du poisson au large de Rafah. Une femme déplacée de 73 ans déclare le 25 février : « Je n'ai jamais été témoin d'une telle famine... Pour nous, la mort est bien meilleure que notre vie actuelle. »

### Gaza Nord
Le Programme alimentaire mondial déclare que neuf personnes sur dix dans le nord de Gaza mangent moins d'un repas par jour. L'Organisation mondiale de la santé déclare le 25 janvier que la situation alimentaire est « absolument horrible » dans le nord de Gaza, les rares livraisons d'aide étant prises d'assaut par des personnes visiblement affamées aux yeux creusés. Un membre de l'équipe Mercy Corps déclare avoir été témoin d'un entassement de milliers de personnes autour de deux camions d'aide alimentaire dans le nord de la bande de Gaza, au point que deux personnes sont mortes d'asphyxie. Un travailleur humanitaire d'Al Baraka, une organisation caritative algérienne, déclare que le nord de la bande de Gaza est au bord de la famine, déclarant : « Presque aucune aide humanitaire n'a été livrée à la population depuis le début de l'agression israélienne. »
Le 10 février, le Bureau des médias de Gaza déclare : « Nous exigeons immédiatement l'entrée d'un millier de camions par jour dans le nord de Gaza jusqu'à ce qu'il se remette de la famine. » Le 15 février, Al Jazeera rapporte que les habitants du nord de Gaza passent des jours, voire des semaines, sans nourriture suffisante. L'Organisation des Nations unies pour l'alimentation et l'agriculture déclare que la distribution de nourriture dans le nord de Gaza reste un défi car elle est « à peine accessible ». Pour survivre, les gens se nourrissent d'aliments pour animaux, d'herbes et de graminées. Un représentant de l'UNOCHA déclare : « Il y a environ 300 000 personnes dans le nord et je n'ai aucune idée de la façon dont elles ont survécu. » Le 18 février, de multiples cas d'attaques de snipers israéliens contre des civils à la recherche d'une aide humanitaire sont signalés. Fin février 2024, un moulin à grains dans le nord de Gaza s'est arrêté en raison d'un manque de carburant.
Le 20 février, le Programme alimentaire mondial déclare qu'il cesse de fournir de l'aide au nord de Gaza. En réponse à cette annonce, le Bureau des médias de Gaza déclare qu'il s'agit d'une « condamnation à mort pour trois quarts de million de personnes ». Le 24 février, l'UNRWA annonce qu'il suspend également les services humanitaires dans le nord de Gaza. Les familles du camp de réfugiés de Jabalia déclarent qu'elles sont tellement affamées qu'elles mangent des restes, des feuilles, et leurs chevaux morts. Un homme de Jabalia déclare : « Nous n'avons pas d'eau, pas de farine et nous sommes très fatigués à cause de la faim. » Les soldats israéliens abattent deux sœurs affamées qui cherchaient de la nourriture le 25 février. Des milliers de personnes dans la ville de Gaza attendent une éventuelle livraison de farine le 25 février.
Le 27 février, le ministère de la Santé de Gaza déclare : « Ce qui se passe dans le nord de Gaza est une véritable famine [...]. Cette famine croissante pourrait tuer des milliers de citoyens à cause de la malnutrition et de la déshydratation dans les jours à venir, sous les yeux du monde entier. ».

## Aide humanitaire

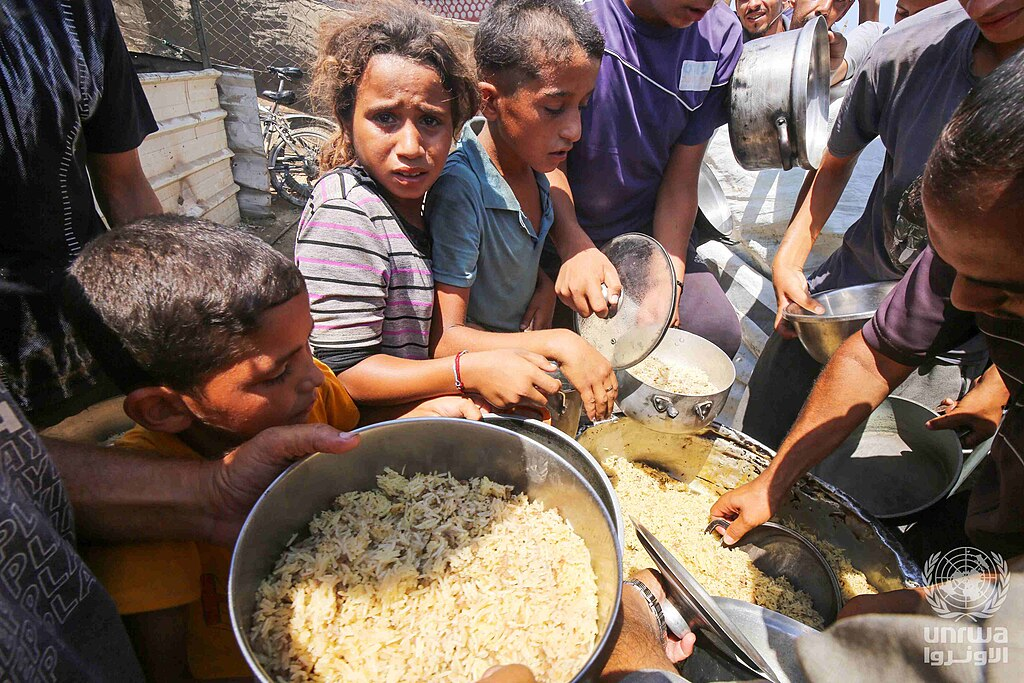
Déplacés palestiniens lors d'une distribution humanitaire de nourriture à Deir el-Balah, le 27 août 2024.

Le 9 janvier, Gisha une organisation des droits de l'homme (en) indique que seuls 6 000 camions d'aide sont entrés à Gaza depuis le 7 octobre, soit l'équivalent de douze jours d'aide avant le début du conflit. Le colonel Moshe Tetro, qui dirige l'unité israélienne chargée de superviser les livraisons d'aide humanitaire, déclare qu'il n'y a pas de pénurie alimentaire à Gaza et que les réserves existantes sont suffisantes. Un autre responsable israélien déclare : « N'oubliez pas qu'il s'agit d'une population arabe, gazaouie, dont l'ADN est de thésauriser, surtout lorsqu'il s'agit de nourriture ».
Les responsables déclarent que l'aggravation de la crise est en partie imputable à la quantité limitée d'aide autorisée à entrer dans Gaza, Cindy McCain déclarant : « Les habitants de Gaza risquent de mourir de faim à quelques kilomètres de camions remplis de nourriture ». Arif Husain, économiste en chef du PAM, déclare le 24 janvier que seuls 20 à 30 % de l'aide nécessaire entrent dans Gaza, tandis que l'UNOCHA accuse Israël de « refuser systématiquement » l'aide humanitaire dans le nord de Gaza.
Le 1er février 2024, le Secrétaire général des Nations unies, António Guterres, appelle à un accès humanitaire sans restriction, déclarant : « Tout le monde à Gaza a faim ». Human Rights Watch déclare que la décision de 18 pays de dissoudre l'UNRWA risque d'accélérer la famine. Le Programme alimentaire mondial déclare le 2 février que l'aide au nord de Gaza est massivement rejetée par les Israéliens. Le journaliste d'Al Jazeera, Abubaker Abed, déclare : « Les familles mangent de manière stratégique, juste pour rester en vie ».
Lors d'un entretien avec des journalistes de CNN, en février 2024, certains Palestiniens déclarent que l'aide humanitaire est revendue sur le marché noir, avec des paquets déjà ouverts. Les frappes aériennes israéliennes autour de certaines zones ont également provoqué une flambée des prix, un sac de farine de 25 kilogrammes passant de 20 dollars à Kahn Younès à 34 dollars après l'intensification des frappes aériennes. Le même mois, Human Rights Watch critique la suppression du financement de l'UNRWA, qu'elle qualifie de « principal canal humanitaire vers Gaza », face aux « risques croissants de famine et à une ordonnance contraignante de la Cour mondiale dans une affaire de génocide ».
Le 13 février 2024, le ministre des Finances Bezalel Smotrich bloque une cargaison de farine financée par les États-Unis à destination de Gaza et déclare l'avoir fait « en coordination avec le Premier ministre »,. Jack Sullivan, conseiller à la sécurité nationale de la Maison Blanche, confirme qu'Israël bloque l'entrée de la farine à Gaza. Le 14 février, le Financial Times rapporte qu'une cargaison d'aide qui aurait pu nourrir plus d'un million de personnes pendant un mois a été bloquée au port israélien d'Ashdod, le gouvernement israélien déclarant que la nourriture ne serait pas débloquée. L'ONU déclare que les livraisons d'aide ont diminué de moitié en février par rapport au mois précédent. Le 28 février, la responsable de l'USAID, Samantha Power, déclare que davantage d'aide doit entrer à Gaza, qualifiant la situation de « question de vie ou de mort ».

### Détournement de l'aide
L'armée israélienne favorise le pillage de l'aide humanitaire dans la bande de Gaza, en s'en prenant notamment aux forces de police palestiniennes qui tentent de le combattre, ont affirmé 29 ONG dans un rapport commun en novembre 2024. Le quotidien israélien Haaretz affirme également que « l'armée israélienne permet aux gangs de Gaza de piller les camions d'aide et d'extorquer des frais de protection aux chauffeurs ».
Selon Le Monde, ces gangs sont souvent liés à des criminels notoires ou à des familles influentes du sud de Gaza opposées au Hamas. Ils sont localisés dans la partie est de Rafah, près de la frontière israélienne, dans des zones que les Palestiniens ne peuvent normalement pas approcher sans être tués par l'armée. Les troupes israéliennes n'interviennent pas lorsque des convois humanitaires sont attaqués près de leurs positions. Elles attaquent en revanche la police palestinienne lorsque celle-ci tente d'empêcher les détournements. D'autre part, les autorités israéliennes imposent aux organisations humanitaires des contraintes qui les exposent encore plus aux gangs. Les chargements doivent être placés sur des camions à plateau, ce qui permet aux pilleurs de sélectionner leurs prises. Dans le sud de l'enclave, « les autorités n'ouvrent qu'une seule route depuis Kerem Shalom, nous envoyant droit sur les pilleurs », souligne la responsable des urgences à Gaza pour Médecins sans frontières. Le Hamas a créé une force appelée “Flèche” pour cibler les pilleurs à l'intérieur des villes mais celle-ci ne peut pas intervenir près des zones frontalières où ont généralement lieu les détournements.
Le gouvernement américain a accusé le 3 mai 2024 le Hamas d'avoir détourné une cargaison d'aide humanitaire « pour son propre usage, au lieu de la laisser aller aux civils innocents qui en ont besoin », affirmant qu'il s'agissait du « premier cas généralisé de détournement que nous ayons vu » à Gaza,.

### Attaques contre le personnel humanitaire
Le Programme alimentaire mondial annonce à la fin août 2024 suspendre les mouvements de son personnel à Gaza à la suite de tirs israéliens visant ses membres et « d'une série d'événements inutiles liés à la sécurité qui ont mis en danger les vies des équipes du PAM à Gaza ».

## Attaques israéliennes
Le 25 janvier 2024, le ministère de la Santé de Gaza déclare qu'une attaque israélienne contre des demandeurs d'aide ont tué 20 personnes et en a blessé 150. Le 5 février, Israël bombarde un camion chargé de nourriture qui se dirigeait vers le nord de Gaza. Le 6 février, les forces israéliennes auraient ouvert le feu sur des personnes qui attendaient des camions d'aide alimentaire dans la ville de Gaza. L'UNOCHA déclare qu'il s'agit du cinquième rapport faisant état de tirs israéliens sur des personnes attendant une aide humanitaire. Le 20 février, au moins un civil palestinien est tué alors qu'il attendait de recevoir une aide humanitaire. Les personnes cherchant de l'aide sont attaquées par les forces israéliennes à de multiples occasions,. Dans un article du 21 février, CNN rapporte que, selon des documents examinés par l'ONU et CNN, un convoi humanitaire de l'ONU transportant des denrées alimentaires avait essuyé des tirs des FDI avant d'être empêché d'entrer dans le nord de Gaza le 5 février. L'UNOCHA déclare le 27 février que « les convois d'aide ont essuyé des tirs et se voient systématiquement refuser l'accès aux personnes dans le besoin ». Le 28 février, des sources médicales dans la ville de Gaza ont rapporté que trois personnes ont été tuées alors qu'elles attendaient de l'aide dans la rue al-Rashid.
Le 29 février, plus de 112 personnes en quête d'aide humanitaire meurent et plus de 280 sont blessées dans le massacre d'Al-Rashid, à la suite de tirs israéliens au rond-point Al Nabulsi, à l'ouest de la ville de Gaza. Le 2 mars, trois personnes sont tuées  à Beit Hanoun alors qu'elles cueillaient des herbes pour se nourrir.
Le 3 mars, au moins neuf personnes sont tuées lors d'une attaque israélienne à Deir el-Balah alors qu'elles attendent de l'aide humanitaire. Plus tard, le même jour, des dizaines de civils sont tués lors d'une attaque israélienne contre des demandeurs d'aide au rond-point du Koweït dans la ville de Gaza. Le ministère de la Santé parle d'un « horrible massacre ». Les Nations unies appellent à une enquête sur ces meurtres, déclarant avoir « enregistré au moins 14 incidents impliquant des tirs et des bombardements sur des personnes rassemblées pour recevoir des fournitures dont elles avaient désespérément besoin ».
Le 27 juin 2025, le journal israélien Haaretz révèle que l'armée israélienne ordonne à ses soldats de tirer sur les civils gazaouis désarmés attendant les distributions de l'aide humanitaire.
La famine provoque des pillages des ressources alimentaires par des clans mafieux, dont les attaques contre les convois sont soutenues systématiquement par des drones israéliens « dans le but de préparer l'éviction des agences de l'ONU et d'y créer le chaos ».
Le 27 juillet 2025, Israël annonce des pauses humanitaires dans la bande de Gaza. Ces pauses tactiques permettront de rouvrir les routes pour laisser passer les convois d'aides humanitaires.

## Effets sur les enfants
Le 14 janvier 2024, Philippe Lazzarini déclare : « Chaque fois que vous allez dans une école, les enfants vous regardent dans les yeux et vous supplient de leur donner une gorgée d'eau ou une miche de pain ». Le 16 janvier, les autorités signalent que les nouveau-nés dont les mères sont sous-alimentées meurent en quelques jours et que les enfants affaiblis par la famine meurent d'hypothermie. Le 18 janvier, le directeur exécutif adjoint de l'UNICEF visite la bande de Gaza, déclarant qu'il a été témoin de « certaines des conditions les plus horribles que j'ai jamais vues » et que « des milliers d'enfants souffrent de malnutrition et sont malades ». Le 10 février, un porte-parole de l'UNICEF déclare que Gaza a le taux de malnutrition infantile le plus élevé au monde,. Le 17 février, l'Euro-Mediterranean Human Rights Monitor rapporte le cas d'une fillette de huit ans qui était morte de faim et de déshydratation.
Le 19 février, l'UNICEF constate que près de 16 % des enfants du nord de Gaza, âgés de moins de deux ans, souffrent de « malnutrition aiguë (en) », dont 3 % d'émaciation sévère. Une mère du nord de Gaza décrit la situation, le 21 février en déclarant : « Mon petit se réveille la nuit en criant de faim ». Un bébé de deux mois est mort de malnutrition dans la ville de Gaza le 24 février.
Un médecin de l'hôpital Kamal Adwan déclare avoir constaté une forte augmentation des cas de malnutrition pédiatrique. Un pédiatre travaillant à Gaza déclare : « Les mères allaitantes sont incapables de produire du lait car leur état de santé se dégrade ». Le 26 février, deux enfants de la ville de Gaza déclarent qu'ils ne mangent qu'une fois tous les deux jours, et qu'ils se nourrissent ensuite d'aliments pour animaux.
En juillet 2025, selon Médecins sans frontières, un quart des bébés et des femmes enceintes sont victimes de malnutrition, tandis que 1 000 personnes sont mortes en tentant d'obtenir de la nourriture, certaines étant abattues délibérément par l'armée israélienne.

## Accusations de crimes de guerre
Le 18 décembre 2023, Human Rights Watch accuse Israël d'utiliser la famine des civils comme méthode de guerre dans la bande de Gaza occupée. Le 16 janvier 2024, des experts de l'ONU accusent Israël de détruire le système alimentaire de Gaza et d'utiliser la nourriture comme une arme contre le peuple palestinien. Le rapporteur spécial des Nations Unies sur le droit à l'alimentation (en), Michael Fakhri (de) déclare qu'Israël utilise la faim comme une arme contre les Palestiniens. Le 23 janvier, Alex de Waal (en) déclare qu'Israël commet un crime de guerre en pratiquant la famine forcée, déclarant : « Une population entière réduite à ce stade est vraiment sans précédent. Nous n'avons pas vu cela en Éthiopie, au Soudan et au Yémen - à peu près partout ailleurs dans le monde ».
Le 13 février, le sénateur américain Chris Van Hollen déclare : « Les enfants de Gaza meurent aujourd'hui à cause de la privation délibérée de nourriture. C'est un crime de guerre. C'est un crime de guerre typique. Et cela fait de ceux qui l'orchestrent des criminels de guerre ». Un représentant de l'organisation palestinienne à but non lucratif Juhoud for Community and Rural Development déclare : « Le refus d'accès à la nourriture, à l'eau et à d'autres produits de première nécessité constitue une grave violation du droit international ». Josep Borrell, Haut représentant de l'Union européenne pour les affaires étrangères et la politique de sécurité, déclare dans une interview à El Pais que « Nous sommes déjà au milieu d'une catastrophe, et les Nations Unies ont été forcées de suspendre l'aide humanitaire. Israël utilise la faim comme une arme, ce qui est contraire au droit international ». Le 3 mars, Agnès Callamard, présidente d'Amnesty International, déclare que la mort de dix enfants due à la malnutrition cette semaine est illégale et le résultat d'une « famine artificielle » israélienne.
Selon Mahmoud Shalabi, directeur principal du programme d'aide médicale aux Palestiniens à Gaza, « le gouvernement israélien utilise la famine comme arme de guerre à Gaza ». Selon Jeremy Laurence, porte-parole du Haut-Commissariat des Nations unies aux droits de l'homme, les sévères restrictions imposées par Israël à l'entrée de l'aide humanitaire à Gaza et la possible utilisation de la faim comme arme pourraient « constituer un crime de guerre ».